# Americardia guppyi
Americardia guppyi är en musselart som först beskrevs av Thiele 1910.  Americardia guppyi ingår i släktet Americardia och familjen hjärtmusslor. Inga underarter finns listade i Catalogue of Life.